# Prix unique du livre
Le prix unique du livre est une forme de contrôle vertical du prix de vente de détail des livres par l'éditeur. Selon les pays, il peut prendre la forme d'une disposition législative ou d'un accord de cartel officiellement toléré par les autorités compétentes. 
En France, le prix unique du livre est régi par la loi Lang (loi n° 81-766 du 10 août 1981 modifiée relative au prix du livre). Dans la terminologie anglo-saxonne, on le désigne soit par Net Book Price Agreement, en référence à l'accord interprofessionnel aboli au Royaume-Uni en 1995, soit, plus fréquemment, par Fixed Book Price.

## Historique du prix fixe du livre

### Mise en place
L'idée du prix imposé apparaît dans l'Europe du XVIIIe siècle, apparemment comme conséquence de la séparation des fonctions de production et de diffusion des livres. Il semble que cette séparation ait rendu difficile le contrôle des conditions dans lesquelles les livres étaient vendus.
C'est en 1829, que des éditeurs anglais appliquent pour la première fois le prix fixe, afin de combattre les détaillants qui accordent des rabais jugés trop importants, justifiant cette mesure par la nécessité de rémunérer les libraires qui consacrent de l'espace aux livres plus « difficiles » (livres de sciences humaines et sociales par exemple). Ce système restera en vigueur jusqu'aux années 1850, lorsqu'une influente Société des auteurs présidée par Charles Dickens obtient l'abandon du système par les éditeurs. 40 ans plus tard, en 1890, Fredreric MacMillan réussit à réintroduire le prix fixe en Angleterre sous le nom de net price system, régime qui s'est avéré, sous ses différentes formes résistant à toutes les mises en cause jusqu'à son abandon cent ans plus tard, en 1995.
En Allemagne, le prix fixe existe depuis 1887 et perdure jusqu'à nos jours (depuis 2002 sous forme d'une loi).
Les professionnels des autres pays de l'Europe du Nord adoptèrent dans leur majorité des dispositifs similaires entre 1830 et 1930. Ces derniers étaient tous basés sur des accords interprofessionnels relevant du droit privé. 
En France, une loi sur le prix fixe est adoptée en 1981. 
D'autres pays d'Europe ont adopté des lois sur le prix unique du livre. Le Portugal en 1996,  l'Espagne en 1974, la Grèce en 1997 et l'Italie en 2001. Récemment, en Belgique, la Communauté française et l'Autorité flamande ont voté des décrets réglementant  le prix du livre.

### Situation actuelle dans le monde

Carte d'Europe du prix unique arrêtée en 2010. Source : Perona et Pouyet.

En 2018, 14 pays, principalement européens, avaient mis en place une mesure de prix unique du livre. Les débats sont en ce moment ouverts dans plusieurs pays dont le Brésil et Israël. Le tableau suivant récapitule la situation en 2018.
| Pays         | Prix unique | Remarque                                                               |
| ------------ | ----------- | ---------------------------------------------------------------------- |
| Allemagne    | Oui         | Depuis 1887, loi depuis 2002 et 2016 (livre papier et livre numérique) |
| Argentine    | Oui         | Loi depuis 2001                                                        |
| Autriche     | Oui         | Loi depuis 2000                                                        |
| Corée du Sud | Oui         | Loi depuis 2002                                                        |
| Danemark     | Oui         | Amendé en 2001                                                         |
| Espagne      | Oui         | Loi de 1975                                                            |
| France       | Oui         | Loi de 1981 et 2011 (livre papier et livre numérique)                  |
| Grèce        | Oui         | Loi de 1997                                                            |
| Italie       | Oui         | Loi de 2005                                                            |
| Japon        | Oui         | Loi de 2008                                                            |
| Mexique      | Oui         | Loi de 2008                                                            |
| Pays-Bas     | Oui         | Loi de 2005                                                            |
| Portugal     | Oui         | Loi de 1996                                                            |
| Suisse       | Non         | Loi de 2011 refusée en votation populaire du 11 mars 2012              |
| Australie    | Non         | Supprimé en 1972                                                       |
| Belgique     | Oui         | Décret de 2017 ,                                                       |
| Canada       | Non         |                                                                        |
| États-Unis   | Non         |                                                                        |
| Finlande     | Non         | Supprimé en 1971                                                       |
| Irlande      | Non         | Supprimé en 1995, réintroduction en débat                              |
| Royaume-Uni  | Non         | Supprimé en 1995                                                       |
| Suède        | Non         | Supprimé en 1974                                                       |

Au regard du droit de la concurrence, le prix unique est considéré comme illégal aux États-Unis en tant que forme d'imposition du prix de revente. En Europe, la Commission européenne considère que les lois ou accords nationaux de prix unique relèvent des compétences des États membres sur le plan de la politique culturelle, mais interdit tout accord de ce type portant sur les marchés trans-frontaliers (entre l'Allemagne et l'Autriche, par exemple).

## Objectifs
Dans la plupart des pays sous régime de prix unique, celui-ci constitue un héritage historique d'organisation du secteur, et n'a pas fait l'objet d'un débat particulier. Les pays ayant supprimé le prix unique l'ont fait en considérant qu'il s'agissait d'une forme d'imposition du prix de revente interdite pour tous les biens, car conduisant à des prix de revente artificiellement élevés. La délinéation des objectifs du prix unique s'est donc essentiellement faite dans les cas de réintroduction de la mesure, en particulier en France en 1981 (voir Loi Lang), qui a servi de fondement pour les débats dans les autres pays.
L'objectif affiché du prix unique du livre est la préservation de la librairie de détail spécialisée, dont l'activité est essentiellement ou exclusivement la vente de livres. D'après les professionnels du secteur, le rôle de prescription et de publicité de ces détaillants est essentiel pour qu'existe une offre éditoriale diversifiée et de qualité.

## Fonctionnement
Le prix unique du livre confie à l'éditeur la maîtrise du prix de vente au détail des livres. Dans la plupart des cas, il se présente comme un plafonnement de la remise qu'un libraire peut consentir (c'est-à-dire un prix plancher), parfois assorti d'un prix plafond. Dans la plupart des pays également, la mesure prévoit des exceptions pour certaines classes d'ouvrages ou de clients (entreprises, administrations publiques). L'éditeur fixe ainsi directement la marge commerciale des libraires en accordant des remises qui peuvent dépendre à la fois des quantités et des modalités du service fourni par le vendeur :  conseil (nombre de libraires qualifiés par rapport à la surface de vente), présentation (vitrines, mise en place), suivi des nouveautés, travail avec les représentants.